# Tiszaeszlár
Tiszaeszlár är en ort i Ungern.   Den ligger i provinsen Szabolcs-Szatmár-Bereg, i den nordöstra delen av landet, 190 km öster om huvudstaden Budapest. Tiszaeszlár ligger 95 meter över havet och antalet invånare är 2 857.
Terrängen runt Tiszaeszlár är huvudsakligen platt, men åt nordväst är den kuperad. Runt Tiszaeszlár är det ganska tätbefolkat, med 124 invånare per kvadratkilometer. Närmaste större samhälle är Tiszavasvári, 12,7 km sydväst om Tiszaeszlár. Trakten runt Tiszaeszlár består till största delen av jordbruksmark.